# Blindenaaf
Blindenaaf ist ein Ortsteil von Marialinden in der Stadt Overath im Rheinisch-Bergischen Kreis in Nordrhein-Westfalen, Deutschland.

## Beschreibung
Blindenaaf liegt südöstlich von Overath und südwestlich von Marialinden auf einer Anhöhe. Der Naafbach fließt weiter südlich, an seinem Lauf befindet sich der Wohnplatz Blindenaafermühle, der im 19. Jahrhundert zu Blindenaaf gezählt wurde.
Im Volksmund nannte man den Ort früher om blengen Ovven (= auf dem blinden Ofen). Hier soll in früher Zeit ein Rennfeuer in einer Erdgrube gebrannt haben, in dem mit Holzkohle Eisen geschmolzen wurde. Das Feuer auf der Höhe habe man weithin sehen können. Als es erlosch, sei der Ofen blind gewesen.

## Geschichte
Der Ort wurde erstmals im 13. Jahrhundert als Blindenafe urkundlich erwähnt. Das Bestimmungswort Blinden leitet sich davon ab, dass ein beim Ort entspringender Wasserlauf noch vor der Mündung in dem Naafbach wieder auf einem Wiesengelände versickert, also blind ausläuft. Der Bachname Naaf selbst, im 13. Jahrhundert als de Nafe, 1555 als die Nave genannt, ist ein Flussnamenwort indogermanischer Herkunft, dessen Wurzel im Deutschen nicht nachweisbar ist. Die Bedeutung scheint neutral Fluss zu sein und ist mit griech. nao (= fließe), lat. nato (= schwimme), navis (= Schiff) verwandt.
Die Topographia Ducatus Montani des Erich Philipp Ploennies, Blatt Amt Steinbach, belegt, dass der Wohnplatz bereits 1715 vier Hofstellen besaß, die als Pliegenaaf beschriftet sind. Carl Friedrich von Wiebeking benennt die Hofschaft auf seiner Charte des Herzogthums Berg 1789 als Bliedenaaf. Aus ihr geht hervor, dass der Ort zu dieser Zeit Teil der Honschaft Burg im Kirchspiel Overath war.
Der Ort ist auf der Topographischen Aufnahme der Rheinlande von 1817 als Blindenofen verzeichnet. Die Preußische Uraufnahme von 1845 zeigt den Wohnplatz unter dem Namen Blindenas. Ab der Preußischen Neuaufnahme von 1892 ist der Ort auf Messtischblättern regelmäßig als Blindenaaf verzeichnet.
1822 lebten 34 Menschen im als Hof und Mühle (gemeint ist die Blindenaafer Mühle) kategorisierten Ort, der nach dem Zusammenbruch der napoleonischen Administration und deren Ablösung zur Bürgermeisterei Overath im Kreis Mülheim am Rhein gehörte und damals den Namen Blindenofen trug. Für das Jahr 1830 werden für den als Hof mit einer Mühle bezeichneten Ort Blindenofen zusammen 40 Einwohner angegeben. Das 1845 laut der Uebersicht des Regierungs-Bezirks Cöln ebenfalls als Hof und Mühle kategorisierte Blindenaf besaß zu dieser Zeit elf Wohngebäude mit 68 Einwohnern, alle katholischen Bekenntnisses. Dabei wurde ebenfalls die Blindenaafer Mühle zu dem Ort hinzugezählt. Die Gemeinde- und Gutbezirksstatistik der Rheinprovinz führt Blindenaaf alleine 1871 mit 16 Wohnhäusern und 73 Einwohnern auf. Im Gemeindelexikon für die Provinz Rheinland von 1888 werden, nun ohne Blindenaafermühle, 15 Wohnhäuser mit 53 Einwohnern angegeben. 1895 besitzt der Ort neun Wohnhäuser mit 44 Einwohnern, 1905 werden sieben Wohnhäuser und 22 Einwohner angegeben.